# Nadciśnienie płucne
Nadciśnienie płucne (łac. hypertensio pulmonalis, używany jest skrótowiec PH od ang. pulmonary hypertension) – stan, w którym dochodzi do podwyższenia ciśnienia krwi w krążeniu małym. Prawidłowe wartości ciśnienia krwi w tętnicy płucnej wynoszą:
- ciśnienie skurczowe 18–25 mm Hg
- ciśnienie rozkurczowe 6–10 mm Hg
- ciśnienie średnie 12–16 mm Hg

W przypadku wartości ciśnienia średniego przekraczającego 30 mm Hg w czasie wysiłku w bezpośrednim pomiarze hemodynamicznym, lub ciśnienia średniego w spoczynku przekraczającego 25 mm Hg, rozpoznaje się nadciśnienie płucne.

## Klasyfikacja
Klasyfikacja z Evian z 1998 roku (zmodyfikowana w 2003 roku w Wenecji) wyróżnia pięć grup etiologicznych HP:
1. Tętnicze nadciśnienie płucne (arterial)
  1. idiopatyczne
  2. rodzinne
  3. związane z chorobą tkanki łącznej
  4. związane z wrodzoną wadą serca z przeciekiem lewo-prawo
  5. związane z nadciśnieniem wrotnym (ang. portopulmonary hypertension)
  6. związane z zakażeniem HIV
  7. związane z przyjmowanymi lekami lub zatruciem toksynami
  8. związane z innymi chorobami
  9. spowodowane zajęciem włośniczek i żył płucnych
  10. przetrwałe nadciśnienie płucne noworodków
2. Żylne nadciśnienie płucne (venous)
3. Nadciśnienie płucne związane z chorobami układu oddechowego lub hipoksemią (hypoxic)
  1. w przebiegu POChP
  2. związane ze śródmiąższowymi chorobami płuc
  3. związane z zaburzeniami oddychania w czasie snu
  4. spowodowane hipowentylacją pęcherzykową
  5. w związku z anomaliami rozwojowymi
4. Nadciśnienie płucne związane z przewlekłą chorobą zakrzepowo-zatorową (thromboembolic)
5. Inne (miscellaneous)

## Etiologia

### Nadciśnienie płucne pierwotne
Ta postać zwana jest również nadciśnieniem płucnym samoistnym. Jest rzadką (2 przypadki na milion osób) chorobą o nieznanej etiologii. Choroba częściej występuje u kobiet w wieku średnim (średni wiek wystąpienia to 36 lat). Czynnikami ryzyka, oprócz powyższych, jest występowanie w rodzinie przypadków nadciśnienia płucnego, infekcje oraz współistnienie nadciśnienia wrotnego.
Choroba przebiega ze skurczem naczyń w krążeniu płucnym, będącym wynikiem przewagi występowania czynników wazokonstrykcyjnych nad wazodylatacyjnymi. Choroba przebiega ze skłonnością do nadmiernego wykrzepiania się krwi.

### Nadciśnienie płucne wtórne
- choroby powodujące wzrost ciśnienia w lewym przedsionku serca
  - wady zastawek dwudzielnej i (lub) aortalnej
  - niewydolność lewej komory serca
- przewlekłe choroby płuc doprowadzające do rozwoju tzw. serca płucnego
  - przewlekła obturacyjna choroba płuc
  - astma oskrzelowa
  - zwłóknienie płuc
  - pylica płuc
- duży przepływ przez krążenie płucne
  - wady serca z przeciekiem lewo-prawym
    - ubytek przegrody międzyprzedsionkowej
    - ubytek przegrody międzykomorowej
    - przetrwały przewód tętniczy (przewód Botalla)
- zatorowość płucna
- działanie niektórych leków zmniejszających łaknienie (fenfluraminy i deksfenflureminy), wycofanych już z rynku wiązało się z dużym ryzykiem nadciśnienia płucnego (0,006–0,001% po trzech tygodniach stosowania) i odpowiadało za „epidemię” nadciśnienia płucnego w drugiej połowie lat 70.

## Objawy i przebieg

### Objawy podmiotowe
- duszność, napadowa duszność nocna
- uczucie zmęczenia
- omdlenia
- ból dławicowy

### Objawy przedmiotowe
- krwioplucie
- chrypka
- objawy prawokomorowej niewydolności serca:
  - wodobrzusze
  - powiększenie wątroby
- szmer niedomykalności zastawki trójdzielnej lub zastawki pnia płucnego
- szmer naczyniowy w okolicy międzyłopatkowej (rzadko)
- głośny II ton serca
- impuls skurczowy prawej komory
- sinica centralna
- palce pałeczkowate
- objawy przewlekłej niewydolności żylnej w zakrzepowo-zatorowym nadciśnieniu płucnym

### Nieprawidłowości w badaniach dodatkowych
Gazometria krwi tętniczej
- hipoksemia, zwykle umiarkowana; znaczna w PH w przebiegu chorób miąższu płucnego i wrodzonych wad serca z przeciekiem odwróconym
- hiperkapnia w PH w przebiegu POChP i ośrodkowych zaburzeń regulacji oddychania

EKG
- często prawidłowy we wczesnych etapach choroby
- wykazuje cechy przerostu i przeciążenia prawej komory serca
  - wzrost amplitudy załamków R w odprowadzeniach prawokomorowych
  - dekstrogram – odchylenie osi elektrycznej serca w prawo
  - dekstrogyria – skręcenie osi serca w prawo powodująca głębokie załamki S w odprowadzeniach V4-V6
  - zmiany odcinka ST w odprowadzeniach prawokomorowych – obniżenie ST, ujemne załamki T

ECHO serca
RTG klatki piersiowej
- powiększenie prawej komory
- poszerzenie tętnic płucnych

Cewnikowanie tętnicy płucnej
- ocena hemodynamiki krążenia płucnego

Scyntygrafia perfuzyjna płuc
- nierównomierna perfuzja płuc (ubytki perfuzji) w zakrzepowo-zatorowym nadciśnieniu płucnym

Tomografia komputerowa
- poszerzenie pnia płucnego (>45 mm) i bliższych tętnic płucnych
- nierównomierna perfuzja płuc

Inne badania
- przeciwciała przeciwjądrowe obecne u 1/3 pacjentów z pierwotnym PH
- podwyższone wartości enzymów wątrobowych w PH związanym z nadciśnieniem wrotnym

### Klasyfikacja
Stosuje się klasyfikację czynnościową WHO chorych z tętniczym nadciśnieniem płucnym:
| Klasa WHO | Opis |
| --------- | --- |
| I         | Chorzy z nadciśnieniem płucnym, nie odczuwający ograniczenia aktywności fizycznej                                                                     |
| II        | Chorzy z nadciśnieniem płucnym, odczuwający niewielkie ograniczenie wydolności fizycznej podczas zwykłej aktywności                                   |
| III       | Chorzy z nadciśnieniem płucnym, odczuwający umiarkowane ograniczenie wydolności fizycznej podczas aktywności mniejszej od normalnej.                  |
| IV        | Chorzy z nadciśnieniem płucnym, nie będący w stanie podjąć jakiegokolwiek wysiłku fizycznego, mogą mieć objawy niewydolności lewej komory w spoczynku |

## Rozpoznanie
Rozpoznanie opiera się na wyniku bezpośredniego badania hemodynamicznego. W badaniu przesiewowym podejrzenie choroby można postawić na podstawie oceny gradientu wstecznego niedomykalności zastawki trójdzielnej (w łagodnym nadciśnieniu płucnym wynosi on 32–46 mm Hg).  

## Postępowanie i leczenie
W przypadkach nadciśnienia wtórnego obowiązuje leczenie choroby podstawowej, co zwykle doprowadza do zmniejszenia stopnia nadciśnienia płucnego.
Leczenie nadciśnienia płucnego samoistnego:
Leczenie farmakologiczne
- leczenie przeciwkrzepliwe (acenokumarol, warfaryna lub heparyna drobnocząsteczkowa)
- antagonisty receptora endoteliny (bosentan, sitaksentan)
- inhibitory fosfodiesterazy typu 5 (sildenafil)
- prostacyklina i inne prostanoidy (epoprostenol, treprostinil, iloprost)
- blokery kanału wapniowego stosowane w dużych dawkach (nifedypina do 160 mg/d, diltiazem do 720 mg/d)

Leczenie niefarmakologiczne
- przewlekła tlenoterapia
- ograniczenie podaży sodu w diecie

Leczenie inwazyjne
- trombendarterektomia płucna
- przeszczepienie serca i płuc
- septostomia przedsionkowa – przerwanie przegrody międzyprzedsionkowej w celu zmniejszenia ciśnienia w prawym przedsionku i komorze (zabieg paliatywny).

## Rokowanie
Według rejestru amerykańskich Narodowych Instytutów Zdrowia z 1980 roku średnia długość życia osób nieleczonych wynosiła 2–3 lata od chwili rozpoznania, a najczęstszą przyczyną śmierci była niewydolność prawej komory serca. Chociaż liczby te są szeroko cytowane, to niezbyt istotne dzisiaj. Wyniki zmieniły się znacznie w przeciągu ostatnich trzech dziesięcioleci.
Wprowadzenie nowych programów farmakologicznych oraz większa wiedza lekarzy (skutkująca szybszą wykrywalnością choroby) spowodowały znaczne wydłużenie czasu życia. 
Stosowanie od niedawna nowych środków farmakologicznych oraz wprowadzenie leczenia skojarzonego powoduje, że trudno określić wpływ tych czynników na długość życia pacjentów. Należy oczekiwać, że w najbliższej przyszłości średnia długość życia od wykrycia choroby znacznie się wydłuży.

## Historia
Pierwszy opis „sklerozy naczyń płucnych” pochodzi z 1891 roku i jest autorstwa Ernsta von Romberga. Dresdale i wsp. wprowadzili w 1951 roku termin „pierwotne nadciśnienie płucne”. W 1970 roku wprowadzono do kardiologii cewnik naczyniowy zaprojektowany przez Swana i Ganza. W 1996 roku amerykańska Agencja Żywności i Leków zezwoliła na stosowanie w leczeniu nadciśnienia płucnego epoprostenolu.

## Klasyfikacja ICD10
| kod ICD10     | nazwa choroby                 |
| ------------- | ----------------------------- |
| ICD-10: I27.0 | Pierwotne nadciśnienie płucne |
| ICD-10: I27.2 | Wtórne nadciśnienie płucne    |